# Condado de Kosciusko
El condado de Kosciusko (en inglés: Kosciusko County), fundado en 1836, es uno de 92 condados del estado estadounidense de Indiana. En el año 2000, el condado tenía una población de 39 256 habitantes y una densidad poblacional de 29 personas por km². La sede del condado es Warsaw. El condado recibe su nombre en honor a Tadeusz Kościuszko. 

## Geografía
Según la Oficina del Censo, el condado tiene un área total de 1436 km², de la cual 1392 km² es tierra y 44 km² (3.04%) es agua.

### Condados adyacentes
- Condado de Elkhart (norte)
- Condado de Noble (noreste)
- Condado de Whitley (sureste)
- Condado de Wabash (sur)
- Condado de Fulton (suroeste)
- Condado de Marshall (oeste)

## Demografía
Según la Oficina del Censo en 2007, los ingresos medios por hogar en el condado eran de $43 939 y los ingresos medios por familia eran $49 532. Los hombres tenían unos ingresos medios de $36 209 frente a los $23 516 para las mujeres. La renta per cápita para el condado era de $19 806. Alrededor del 6.40% de la población estaban por debajo del umbral de pobreza.

## Municipalidades

### Ciudades y pueblos
- Atwood
- Burket
- Claypool
- Etna Green
- Leesburg
- Mentone
- Milford
- North Webster
- Pierceton
- Sidney
- Silver Lake
- Syracuse
- Warsaw
- Winona Lake

### Municipios
El condado de Kosciusko está dividido en 17 municipios:
- Clay
- Etna
- Franklin
- Harrison
- Jackson
- Jefferson
- Lake
- Monroe
- Plain
- Prairie
- Scott
- Seward
- Tippecanoe
- Turkey Creek
- Van Buren
- Washington
- Wayne